# Gymnosofiści
Gymnosofiści (gr. γυμνοσοφισταί gymnosophistái – „nadzy mędrcy”) – uduchowieni i zazwyczaj uprawiający praktyki ascetyczne filozofowie.
Najwcześniejsze zachowane wzmianki o gymnosofistach dotyczą mieszkańców Indii. Natomiast najobszerniejszy ich opis pochodzi od Onesikritosa, który udał się do gymnosofistów z polecenia Aleksandra Wielkiego, zaciekawionego nagimi mędrcami, którzy sami nie chodzą do nikogo, nawet do władcy, lecz każą przyjść do siebie. Żyli za miastem w zgromadzeniu piętnastu mężczyzn. Dnie spędzali stojąc, siedząc lub leżąc w bezruchu, o zmroku udawali się do miasta, by pobierać żywność czy olej do namaszczania ciała. Wchodzili do domów, nawet do gyneceów, i uczestniczyli w posiłku czy rozmowie. Chorobę mieli uznawać za przypadłość tak nieprzyzwoitą, iż dotknięci nią palili się pozostając w bezruchu na stosie. Uczynił tak podróżujący z Aleksandrem Kalanos, a zanim to zrobił z uśmiechem powiedział świadkom, by urządzili ucztę na jego cześć.

## Poglądy
Gymnosofiści uważali, że rzeczy są niepoznawalne i trzeba wstrzymywać się od wydawania sądów. Uważali też, że należy wyrzekać się ludzkich potrzeb a idealnym stanem jest stan niewrażliwości.